# Julian Żebrowski
Julian Żebrowski (ur. 1915, zm. 2002) – polski malarz, grafik, rysownik, karykaturzysta.

## Życiorys
Studiował w Wyższej Szkole Rysunku i Malarstwa w Warszawie. Zadebiutował w 1933 jako autor karykatur w „Polonii” i „7 groszach”. Publikował także w „Prosto z Mostu”, tygodniku o charakterze endeckim i antysemickim. O tym etapie życia Żebrowskiego Marek Nowakowski pisał następująco:

Pociągały go wtedy mocarstwowe wizje obozu narodowego; miecz Chrobrego symbolizujący powrót do piastowskiej chwały. To uskrzydlało wyobraźnię. Antysemityzm zatruwający Falangę traktował po latach jako ciemną stronę tego światopoglądu, który początkowo przyjął bez wątpliwości. Wstydził się.

W czasie II wojny światowej był członkiem Armii Krajowej.
Po wojnie publikował m.in. w „Expressie Wieczornym”, „Karuzeli”, „Szpilkach”. Projektował także medaliony i tablice pamiątkowe na cześć zasłużonych postaci historycznych, umieszczane w warszawskich kościołach. Pod koniec życia zamieszczał rysunki w redagowanym przez Antoniego Macierewicza „Głosie”.